# Brusnica
Brusnica és un poble i municipi d'Eslovàquia. Es troba a la regió de Prešov, al nord del país.

## Història
La primera referència escrita de la vila data del 1408.

## Geografia
El municipi es troba a una altitud de 199 metres i té una superfície de 14,283 km². Té una població d'unes 415 persones.

## Demografia
| Godina             | 1994 | 2004    | 2014   | 2024    |
| ------------------ | ---- | ------- | ------ | ------- |
| Nombre de persones | 324  | 408     | 412    | 293     |
| Diferència         |      | +25,92% | +0,98% | −28,88% |

| Godina             | 2023 | 2024   |
| ------------------ | ---- | ------ |
| Nombre de persones | 297  | 293    |
| Diferència         |      | −1,34% |